# Tobías Ramírez Cardozo
Tobías Emanuel Ramírez Cardozo, noto in passato come Tobías Palacio (Virrey del Pino, 11 novembre 2006), è un calciatore argentino, difensore dell'Argentinos Juniors.

## Caratteristiche tecniche
Gioca come difensore centrale.

## Carriera

### Club
Ramírez Cardozo è cresciuto nel settore giovanile dell'Argentinos Juniors, con cui ha firmato il primo contratto professionistico il 22 dicembre 2023. Ha debuttato in prima squadra il 29 gennaio 2024 nell'incontro di Copa de la Liga Profesional pareggiato 1-1 contro il River Plate.

### Nazionale
Nel 2023 con la argentina Under-17 ha partecipato al campionato sudamericano (chiuso al terzo posto) ed al campionato mondiale di categoria.
Successivamente ha giocato anche con la nazionale argentina Under-20.

## Statistiche

### Presenze e reti nei club
Statistiche aggiornate al 14 marzo 2025.
| Stagione        | Squadra            | Campionato      | Campionato | Campionato | Coppe nazionali | Coppe nazionali | Coppe nazionali | Coppe continentali | Coppe continentali | Coppe continentali | Altre coppe | Altre coppe | Altre coppe | Totale | Totale | Totale |
| Stagione        | Squadra            | Comp            | Pres       | Reti       | Comp            | Pres            | Reti            | Comp               | Pres               | Reti               | Comp        | Pres        | Reti        | Pres   | Reti   |        |
| --------------- | ------------------ | --------------- | ---------- | ---------- | --------------- | --------------- | --------------- | ------------------ | ------------------ | ------------------ | ----------- | ----------- | ----------- | ------ | ------ | ------ |
| 2024            | Argentinos Juniors | PD              | 13         | 0          | CA+CdL          | 0+14            | 0               | CS                 | 4                  | 0                  | -           | -           | -           | 31     | 0      |        |
| 2025            | Argentinos Juniors | PD              | 2          | 0          | CA              | 0               | 0               | -                  | -                  | -                  | -           | -           | -           | 2      | 0      |        |
| Totale carriera | Totale carriera    | Totale carriera | 15         | 0          |                 | 14              | 0               |                    | 4                  | 0                  |             | -           | -           | 33     | 0      |        |